# San Teodoro al Palatino
San Teodoro al Palatino är en kyrkobyggnad och tidigare diakonia i Rom, helgad åt den helige martyren Teodor av Amasea. Kyrkan, som är rund, är belägen vid Via di San Teodoro i Rione Campitelli och tillhör församlingen Santa Maria in Portico in Campitelli. Sedan år 2004 tillhör kyrkan Konstantinopels ekumeniska patriarkat.

## Beskrivning
Kyrkan grundades förmodligen på 500-talet. Den var diakonia från 678 till 1587 och från 1959 till 2000. Den siste kardinaldiakonen var Vincenzo Fagiolo.
Absidens halvkupol har en medeltida mosaik som föreställer Jesus Kristus flankerad av de heliga Petrus och Paulus samt Teodor och Cleonicus.

## Bilder
| - San Teodoro, sedd uppfrån. - Mosaiken i absidens halvkupol. - Oratorio del Sacro Cuore dell'Arciconfraternita dei Sacconi. |